# 武家营水库
武家营水库是中国湖北省襄阳市老河口市境内的一座水库，位于黑水河支流上，建于1977年。水库正常库容为1491万立方米，集雨面积为31.5平方千米，海拔为140米。